# Promises! Promises!
Promises! Promises! ist eine US-amerikanische Filmkomödie unter Regie von King Donovan aus dem Jahr 1963. Die Hauptrollen spielen Jayne Mansfield und Tommy Noonan, der gleichzeitig auch das Drehbuch schrieb und als Produzent fungierte. Jayne Mansfield war als erste bekannte US-amerikanische Schauspielerin in drei Szenen nackt vor der Kamera zu sehen.  

## Handlung
Sandy und Jeff Brooks versuchen schon lange, ein Kind zu bekommen. Um endlich die notwendige Ruhe und Entspannung zu finden, unternehmen die beiden eine Kreuzfahrt. Sie lernen das Ehepaar Claire und Jeff Banner kennen, verleben einen gemeinsamen feucht-fröhlichen Abend und am Ende landen die vier schließlich mit dem jeweiligen Ehepartner des anderen Paares im Bett. Am nächsten Morgen kann und will sich keiner der Beteiligten mehr erinnern, was genau geschehen ist. 
Beide Frauen entdecken einige Zeit danach, dass sie mittlerweile schwanger sind und versuchen nun herauszufinden, was in der besagten Nacht tatsächlich passiert ist. 

## Hintergrund
Jayne Mansfield wurde 1956 von ihrem Studio 20th Century Fox ganz bewusst als Ersatz für den bisherigen Star Marilyn Monroe aufgebaut. Dank ihrer Erfolge in Sirene in Blond und The Girl Can’t Help It, beide unter der Regie von Frank Tashlin gedreht, schien Mansfield auf dem Weg zum Star. Der finanzielle und künstlerische Reinfall von Wo alle Straßen enden, der Verfilmung des gleichnamigen Romans von John Steinbeck, der Mansfield neben Joan Collins in einer dramatischen Rolle zeigte, und eine generelle Apathie des Publikums gegenüber Mansfield beendete ihren Aufstieg ebenso rasch wieder. 1963 war ihre Karriere mehr oder weniger beendet und die Schauspielerin versuchte schließlich ein Comeback, indem sie sich bereit erklärte, in Promises! Promises! für einige Szenen nackt vor die Kamera zu treten. 
Seit einem Grundsatzurteil des Obersten Zivilgerichts des Staates New York aus dem Jahr 1956 zur Frage, ob die Darstellung von Nacktheit im Film per se den Tatbestand der Obszönität erfülle, galt, dass Nacktheit an sich, solange sie ohne Frivolität, Anzüglichkeit oder sexuelle Andeutungen dargestellt wird, nicht als obszön bzw. anstößig im Sinne der Zensurvorschriften zu bewerten sei. Das Urteil wurde im Juni 1957 durch die Entscheidung des Obersten Gerichtshofs der Vereinigten Staaten "Roth vs. United States" mehr oder weniger bestätigt, als immer die tatsächlichen Umstände der Darstellung im jeweiligen Einzelfall darüber entscheiden würden, ob etwas als obszön zu gelten habe. In der Folgezeit entwickelte sich mit den sogenannten Nudies ein eigenes Genre. Ziel der Produzenten war es, viel nackte, vorzugsweise weibliche Haut zu präsentieren, meist, indem die Handlung des Films unter Nudisten spielte oder die Schauspielerinnen ausgiebig beim Baden, Duschen oder Schwimmen gefilmt wurden. Hauptkennzeichen war, dass keine dieser Szenen je in Verbindung mit sexuellen Handlungen oder entsprechenden Andeutungen stand. Russ Meyer begann seine Karriere als Regisseur mit zahlreichen Nudies.
Es sollte bis 1962 dauern, ehe sich ein etablierter weiblicher Star bereit erklärte, nackt vor der Kamera zu agieren. Marilyn Monroe absolvierte in Something’s Got to Give einige Nacktszenen, die sie beim Baden in einem Swimming-Pool zeigen. Der Film wurde allerdings nicht fertiggestellt und so agierte Jayne Mansfield gut ein Jahr später als erster Star nackt.
Der Playboy veröffentlichte in seiner Ausgabe vom Juni 1963 vorab Nacktfotos der Schauspielerin. Der Medienrummel rund um die Veröffentlichung verhalfen dem Film, der für lediglich 400.000 US-Dollar gedreht wurde, zu entsprechender Publicity. 
Mansfield  erhielt im Anschluss keine seriösen Filmangebote mehr.

## Kritik
Anlässlich seines Nachrufs auf Mansfield fasste Roger Ebert 1967 in der Chicago Sun-Times den zweifelhaften Wert des Films für die Karriere der Schauspielerin zusammen: 

„In "Promises! Promises!" schließlich tat sie das, was kein Hollywoodstar außer in völliger Verzweiflung jemals getan hat: sie drehte einen Nacktfilm. 1963 war das der einzige Weg für sie, überhaupt noch Angebote zu bekommen.“